# Isla Dankunku
Isla Dankunku (en inglés: Dankunku Island; también llamada Sea Horse Island; literalmente Isla del Caballito de mar)  es una isla fluvial del río Gambia, en África Occidental parte de la República de Gambia.
Tiene cerca de 5 kilómetros de largo, pero un de ancho de solo 490 metros, se trata de una isla deshabitada ubicada aproximadamente a 178 kilómetros de distancia aguas arriba de la localidad de Banjul. Detrás de la isla existe un estrecho canal de unos 80 metros.